# Metasynodites paschalis
Metasynodites paschalis är en skalbaggsart som först beskrevs av August Reichensperger 1930.  Metasynodites paschalis ingår i släktet Metasynodites och familjen stumpbaggar. Inga underarter finns listade i Catalogue of Life.